# Phaonia bulbiclavula
Phaonia bulbiclavula este o specie de muște din genul Phaonia, familia Muscidae, descrisă de Xue și Li în anul 2001. Conform Catalogue of Life specia Phaonia bulbiclavula nu are subspecii cunoscute.